# Grand Prix Formule 1 van Groot-Brittannië 1957
De Grand Prix Formule 1 van Groot-Brittannië 1957 werd gehouden op 20 juli op het circuit van Aintree. Het was de vijfde race van het seizoen.

## Uitslag
| Pos. | Nr. | Coureur                           | Constructeur   | Rondes | Tijd / Oorzaak uitval | Grid | Punten |
| ---- | --- | --------------------------------- | -------------- | ------ | --------------------- | ---- | ------ |
| 1    | 20  | Tony Brooks Stirling Moss         | Vanwall        | 90     | 3:06:37.8             | 3    | 4 5S   |
| 2    | 14  | Luigi Musso                       | Ferrari        | 90     | +25,6 s               | 10   | 6      |
| 3    | 10  | Mike Hawthorn                     | Ferrari        | 90     | +42,8 s               | 5    | 4      |
| 4    | 16  | Maurice Trintignant Peter Collins | Ferrari        | 88     | +2 Rondes             | 9    | 3      |
| 5    | 36  | Roy Salvadori                     | Cooper-Climax  | 85     | +5 Rondes             | 15   | 2      |
| 6    | 38  | Bob Gerard                        | Cooper-Bristol | 82     | +8 Rondes             | 18   |        |
| 7    | 22  | Stuart Lewis-Evans                | Vanwall        | 82     | +8 Rondes             | 6    |        |
| 8    | 32  | Ivor Bueb                         | Maserati       | 71     | +19 Rondes            | 19   |        |
| NF   | 34  | Jack Brabham                      | Cooper-Climax  | 74     | Koppeling             | 13   |        |
| NF   | 4   | Jean Behra                        | Maserati       | 69     | Koppeling             | 2    |        |
| NF   | 12  | Peter Collins                     | Ferrari        | 53     | Waterlek              | 8    |        |
| NF   | 18  | Stirling Moss Tony Brooks         | Vanwall        | 51     | Motor                 | 1    |        |
| NF   | 2   | Juan Manuel Fangio                | Maserati       | 49     | Motor                 | 4    |        |
| NF   | 24  | Jack Fairman                      | BRM            | 46     | Motor                 | 16   |        |
| NF   | 26  | Les Leston                        | BRM            | 44     | Motor                 | 12   |        |
| NF   | 6   | Harry Schell                      | Maserati       | 39     | Waterpomp             | 7    |        |
| NF   | 8   | Carlos Menditeguy                 | Maserati       | 35     | Transmissie           | 11   |        |
| NF   | 28  | Joakim Bonnier                    | Maserati       | 18     | Versnellingsbak       | 17   |        |
| NS   | 30  | Horace Gould                      | Maserati       |        | Ongeluk               | 14   |        |

## Noot
- Dit was de eerste (gedeelde) Grand Prix-winst voor Tony Brooks.
- Vijfde podiumplaats voor Luigi Musso en tiende podiumplaats voor Mike Hawthorn.

1926 · 1927 · 1948 · 1949 · 1950 · 1951 · 1952 · 1953 · 1954 · 1955 · 1956 · 1957 · 1958 · 1959 · 1960 · 1961 · 1962 · 1963 · 1964 · 1965 · 1966 · 1967 · 1968 · 1969 · 1970 · 1971 · 1972 · 1973 · 1974 · 1975 · 1976 · 1977 · 1978 · 1979 · 1980 · 1981 · 1982 · 1983 · 1984 · 1985 · 1986 · 1987 · 1988 · 1989 · 1990 · 1991 · 1992 · 1993 · 1994 · 1995 · 1996 · 1997 · 1998 · 1999 · 2000 · 2001 · 2002 · 2003 · 2004 · 2005 · 2006 · 2007 · 2008 · 2009 · 2010 · 2011 · 2012 · 2013 · 2014 · 2015 · 2016 · 2017 · 2018 · 2019 · 2020 · 2021 · 2022 · 2023 · 2024 · 2025 · 2026 · 2027 · 2028 · 2029 · 2030 · 2031 · 2032 · 2033 · 2034
Als eretitel: 1923 (Italië) · 1924 (Frankrijk) · 1925 (België) · 1926 (San Sebastián) · 1927 (Italië) · 1928 (Italië) · 1930 (België) · 1947 (België) · 1948 (Zwitserland) · 1949 (Italië) · 1950 (Groot-Brittannië) · 1951 (Frankrijk) · 1952 (België) · 1954 (Duitsland) · 1955 (Monaco) · 1956 (Italië) · 1957 (Groot-Brittannië) · 1958 (België) · 1959 (Frankrijk) · 1960 (Italië) · 1961 (Duitsland) · 1962 (Nederland) · 1963 (Monaco) · 1964 (Groot-Brittannië) · 1965 (België) · 1966 (Frankrijk) · 1967 (Italië) · 1968 (Duitsland) · 1972 (Groot-Brittannië) · 1973 (België) · 1974 (Duitsland) · 1975 (Oostenrijk) · 1976 (Nederland) · 1977 (Groot-Brittannië)
Als alleenstaande race: 1983 · 1984 · 1985 · 1993 · 1994 · 1995 · 1996 · 1997 · 1999 · 2000 · 2001 · 2002 · 2003 · 2004 · 2005 · 2006 · 2007 · 2008 · 2009 · 2010 · 2011 · 2012 · 2016